# Onthophagus peninsulocupreus
Onthophagus peninsulocupreus là một loài bọ cánh cứng trong họ Bọ hung (Scarabaeidae).